# 279 Thule
Thule (asteroide 279) é um asteroide da cintura principal com um diâmetro de 126,59 quilómetros, a 4,2229572 UA. Possui uma excentricidade de 0,0119082 e um período orbital de 3 227,21 dias (8,84 anos).
Thule tem uma velocidade orbital média de 14,40731477 km/s e uma inclinação de 2,33796º.
Este asteroide foi descoberto em 25 de Outubro de 1888 por Johann Palisa.
Este asteroide foi nomeado em homenagem à ilha Thule.